# Edmund Stafford, 1er baron Stafford
Edmund de Stafford, 1er baron de Stafford est né le 15 juillet 1272 ou 1273. Il est le fils de Nicolas de Stafford, qui fut convoqué au parlement par décret du roi Édouard Ier le 6 février 1299. Il est l'un des signataires de la Barons' Letter (en) au pape Boniface VIII en 1301.

## Les origines de la famille Stafford
On retrouve la maison des Stafford pour la première fois lors de l'enquête de Domesday. Robert de Stafford (en) possédait environ 131 seigneuries, et était le gouverneur du château de Stafford, d'où le nom est supposé avoir été pris. Au cours des 200 années suivantes, les Staffords suivants ont hérité de la succession,:
- Nicholas de Stafford, shérif du Staffordshire. Marié à Maud.
- Robert de Stafford (mort environ 1176); fils de Nicolas. Shérif du Staffordshire. Il a effectué un pèlerinage à Jérusalem. Marié à Anastasia.
- Robert de Stafford. Fils de Robert (le précédent), mort sans enfant et remplacé par sa sœur Milisent.
- Milisent de Stafford. mariée à Hervey Bagot, qui a payé trois marks à la couronne pour l'héritage de sa femme. Leur fils et héritier a pris le nom maternel.
- Hervey de Stafford (mort en 1237). Il a combattu avec le roi Henri III au siège du château de Bitham, Lincs. Marié Patronill (Petronella), sœur de William de Ferrers, comte de Derby (en).
- Hervey de Stafford. Il meurt sans enfant en 1241 et est remplacé par son frère.
- Robert de Stafford (mort en 1282). Il a dû payer 100 livres pour la libération de ses terres; il a combattu dans les guerres de Gascogne et de Galles. Marié à Alice Corbet, fille et héritière de Thomas Corbet, de Caus Castle.
- Nicholas de Stafford. A combattu durant les guerres contre les Gallois. Il est tué au château de Dryslwyn en 1287. Il a d'abord épousé Anne de Langley puis Eleanor De Clinton, avec qui il eut une descendance.

## Edmund, premier baron
Edmund Stafford est né à Clifton, dans le Staffordshire, en 1272 ou 1273. Il a hérite des domaines de son père en 1287, au décès de ce dernier. Il se distingue dans les guerres écossaises au côté du roi Édouard Ier. Il est convoqué au Parlement, par écrit, le 6 février 1299 et a eu des convocations régulières pour le reste de sa vie.
Edmund épouse avant 1298 Margaret Basset, la fille de Ralph Basset, Seigneur Basset de Drayton (en) et Hawise de Grey.  Ils ont eu pour enfants :
- Ralph de Stafford (1301-1372)
- Richard Stafford (né en 1380). Il épouse Isabel de Vernon, fille et héritière de Sir Richard de Vernon et Maud de Camville[3]. Il a combattu durant les guerres françaises d'Édouard III et a été nommé séneschal de Gascogne. Il est convoqué au Parlement par le roi Édouard III et y participe régulièrement jusqu'en 1379. Il est nommé 1er Baron Stafford de Clifton, titre créé par ordonnance de convocation le 8 janvier 1371.

Ils auraient eu d'autres enfants, bien que des preuves manquent :
- Margaret Stafford
- William Stafford
- Humphrey Stafford
- Jacobus Stafford
- Catherine Stafford
- Elizabeth Stafford
- Thomas Stafford

Edmund meurt le 12 août 1308 à Stafford. Il est enterré à l'église des Frères mineurs de Stafford.